# EuroMed Droits
 (septembre 2016).
Pour les articles homonymes, voir Euromed.
EuroMed Droits (EuroMed Rights en anglais), anciennement le Réseau euro-méditerranéen des droits de l'homme (REMDH) est un réseau de 68 organisations de défense des droits humains, d'institutions et d'individus basés dans 30 pays de la région méditerranéenne.
Il a été créé en 1997 en réponse à la Déclaration de Barcelone, qui a conduit à la création du partenariat euro-méditerranéen.

## Objectifs et réalisations
EuroMed Droits a été créé en relation avec l'existence du Partenariat euroméditerranéen intergouvernemental (EMP), et en particulier le Processus de Barcelone proposé par l'EMP. Le rôle de EuroMed Rights est avant tout un intermédiaire entre les institutions gouvernementales et les organisations de défense des droits humains. Il a reçu la majeure partie de son financement au cours de ses premières années à partir de sources gouvernementales.
Depuis 2008, EuroMed Droits est aussi bien reconnu par les institutions de l'Union européenne (UE) que par les ONG. Ses activités vont de la communication entre les membres des ONG et les campagnes activistes au lobbying des institutions.[réf. souhaitée]
EuroMed Droits se décrit comme un forum régional pour les ONG de défense des droits de l'homme et un bassin d'expertise sur la promotion, la protection et le renforcement des droits de l'homme. La bibliothèque en ligne est une importante collection de communiqués de presse, de déclarations, de lettres ouvertes et de rapports sur la région euro-méditerranéenne.

## Histoire
Le Réseau euro-méditerranéen des droits de l’homme est créé en 1997 par un groupe de militants des droits de l’Homme du Nord et du Sud de la Méditerranée lors d’une rencontre à l’Institut Danois des Droits de l’Homme à Copenhague. Ces militants sont convaincus que le Partenariat Euro-Méditerranéen, qui vient d’être mis en place, peut être un outil en mesure d’exercer un impact positif sur la région en matière de démocratie et de Droits de l’Homme. Selon eux, la création d’un réseau permettrait d’ouvrir un espace pour la société civile et ferait avancer le processus de Barcelone, tout en favorisant une prise de contact bénéfique entre les diverses ONG de la région.
En décembre 1997, l’Assemblée générale constitutive du réseau se tient à Copenhague en présence de représentants de 49 organisations de la région Euro-Méditerranéenne. Un Comité exécutif est mis sur pied, un plan d’action et des statuts constitutifs sont adoptés.
Le Réseau devient l’un des coorganisateurs du Forum Civil Euromed à Stuttgart en 1999. L'année suivante, il bénéficie d’un important accord de financement de l’Union européenne. Lors de sa quatrième assemblée générale à Marseille, un nouveau plan d'action est adopté.
De 2000 à 2006, le Réseau multiplie ses activités. Il ouvre un bureau à Bruxelles, des antennes à Rabat et Amman, il multiplie les rapports critiques concernant le Partenariat euro-méditerranéen, développe sa stratégie et diversifie ses sources de financement, il accueille également de nouveaux membres.
Le REMDH devient EuroMed Droits en 2015 et, en 2017, EuroMed Droits célèbre son vingtième anniversaire.
La 11e Assemblée générale d'EuroMed Droits a élu Wadih Al-Asmar, Président du Centre Libanais pour les Droits de l'Homme, comme nouveau Président en 2018.

## Membres
| Pays                                          | Organisation |
| --------------------------------------------- | --- |
| Algérie                                       | Collectif des familles de disparus en Algérie Ligue algérienne pour la défense des droits de l'homme (LADDH) Syndicat national autonome des personnels de l’administration publique (SNAPAP) |
| Autriche                                      | Fondation des droits de l’homme Bruno Kreisky |
| Bulgarie                                      | Voice in Bulgaria |
| Chypre                                        | Institut méditerranéen pour les études de genre (MIGS) à l'université de Nicosie Action pour l’égalité, le soutien et contre le racisme (Kisa) |
| Danemark                                      | Institut danois pour les droits de l’homme Dignity Centre danois pour la recherche et l’information sur le genre, l’égalité et la diversité (Kvinfo) |
| Égypte                                        | Institut Andalus pour l’étude de la tolérance et la lutte contre la violence (Aitas) |
| Espagne                                       | CEAR – Commission Espagnole pour les réfugiés Institut Catalan des droits de l'homme (IDHC) Fédération des associations pour la défense et la promotion des droits de l’homme (FADPHR) SUDS – internacionalisme solidaritat feminismes |
| Finlande                                      | Institut de recherche sur la paix de Tampere – projet d’études méditerranéennes (Tapri) à l'université de Tampere |
| France                                        | Fédération tunisienne pour une citoyenneté des deux rives (FTCR) Ligue des droits de l'Homme (LDH) Fédération Nationale Solidarité Femmes (FNSF) Ligue de l'enseignement |
| Grèce                                         | Comité grec pour une société démocratique internationale (EEDDA) Conseil grec pour les réfugiés (GCR) |
| Irlande                                       | 80:20 éduquer et agir pour un monde meilleur |
| Israël Palestine                              | Centre légal pour les droits de la minorité arabe en Israël (ADALAH) Association arabe pour les droits de l’homme (HRA) B'Tselem Comité public contre la torture en Israël (PCATI) Centre Al Mezan pour les droits de l’homme Al-Haq Centre palestinien des droits de l’homme (PCHR) Centre d’aide légale et de conseil pour les femmes (WCLAC)                                      |
| Italie                                        | Association ARCI Conseil italien pour les réfugiés (CIR) |
| Jordanie                                      | Centre d’amman pour l’étude des droits de l’homme (ACHRS) Institut solidarité féminine mondiale (SIGI) Reconnaissance Arabe pour la démocratie et le développement (ARDD) Mizan – groupe d’avocats pour les droits de l’homme (MLGHR) |
| Liban                                         | Organisation palestinienne des droits de l’homme au Liban (PHRO) Institut pour les droits de l’homme (IHR) – association du barreau de Beyrouth Centre libanais pour les droits de l’homme (CLDH) |
| Malte                                         | Académie méditerranéenne d’études diplomatiques à l'université de Malte |
| Maroc République arabe sahraouie démocratique | Association démocratique des femmes du Maroc (ADFM) Association marocaine des droits humains (AMDH) Espace associatif Organisation marocaine des droits humains (OMDH) Adala |
| Portugal                                      | Ligue portugaise de droits de l’homme (LPDHC) |
| République Tchèque                            | People in Need |
| Royaume-Uni                                   | Comité des droits de l’homme du barreau en Angleterre et Pays de Galles (BHRCEW) Centre des droits de l'homme à l'université d'Essex Groupe international des procureurs des droits de l’homme (SIHRG) |
| Suède                                         | Kvinna till Kvinna |
| Syrie                                         | Comité de défense de la démocratie, des libertés et des droits de l’homme en Syrie (CDF) Centre de Damas pour l’étude des droits de l’homme (DCHRS) Centre de Damas d’étude des droits théoriques et civils Organisation syrienne des droits de l’homme (SWASIAH) Centre syrien pour les médias et la liberté d'expression (Syrian Center for Media and Freedom of Expression - SCM) |
| Tunisie                                       | Association tunisienne des femmes démocratiques (ATFD) Ligue tunisienne des droits de l’homme (LTDH) Comité pour le respect des libertés et des droits de l’homme en Tunisie (CRLDHT)] |
| Turquie                                       | Association des droits de l’homme (Turquie) Assemblée des citoyens |
| Membres Régionaux                             | Association européenne pour la défense des droits de l’homme (AEDH) Réseau arabe pour l’information sur les droits de l’homme (ANHRI) Institut arabe pour les droits de l’homme (AIHR) Collectif 95 – Maghreb Egalité Institut du Caire pour l’étude des droits de l’homme (CIHRS) Assistance aux réfugiés africains et du Moyen-Orient (Amera)                                      |
| Membres Associés                              | Amnesty International (Bureau EU) Fédération internationale des ligues des droits de l'homme (FIDH) Human Rights Watch Organisation mondiale contre la torture Ligue internationale des femmes pour la paix et la liberté (WILPF) International bar association’s human rights institute (IBAHRI) Comité norvégien d’Helsinki Association pour la prévention de la torture (APT)     |